# Uacari-preto
Uacari-preto (nome científico: Cacajao melanocephalus) é um primata do novo do mundo da família de Pitheciidae do gênero Cacajao. Nativo do Brasil, Colômbia e Venezuela, vivendo na floresta tropical da Amazônia.
Apresenta coloração castanho-escura nas coxas e na parte inferior das costas, e uma cor que varia do dourado ao avermelhado no resto das costas. Vivem em grupos grandes, com até 100 indivíduos, em florestas tropicais. Preferem florestas ribeirinhas, mas vão para as áreas de floresta de terra firme durante a seca. Seu corpo e cabeça têm até 60 cm, cauda de até 15 cm, e pesa até 3 kg. Habita as partes mais altas das árvores, raramente descendo ao chão. Vive em florestas tropicais. Alimenta-se de frutas, sementes, brotos e animais, como pássaros e lagartos pequenos.
Ele está em perigo por causa da limitação do habitat, caça, e em alguns lugares está ameaçado pela presença de missões, grupos indígenas, garimpeiros e rodovias.